# الساندرو رومانو
الساندرو رومانو (انگلیسی: Alessandro Romano؛ زادهٔ ۳۰ سپتامبر ۱۹۶۹) بازیکن فوتبال اهل ایتالیا است.
از باشگاه‌هایی که در آن بازی کرده‌است می‌توان به باشگاه فوتبال هلاس ورونا، باشگاه ورزشی لاتزیو، باشگاه فوتبال برشا، باشگاه فوتبال مونتسا، باشگاه فوتبال ناپولی، باشگاه فوتبال چزنا، باشگاه فوتبال جنوآ، و باشگاه فوتبال داندی اشاره کرد.